# Pasaporte danés

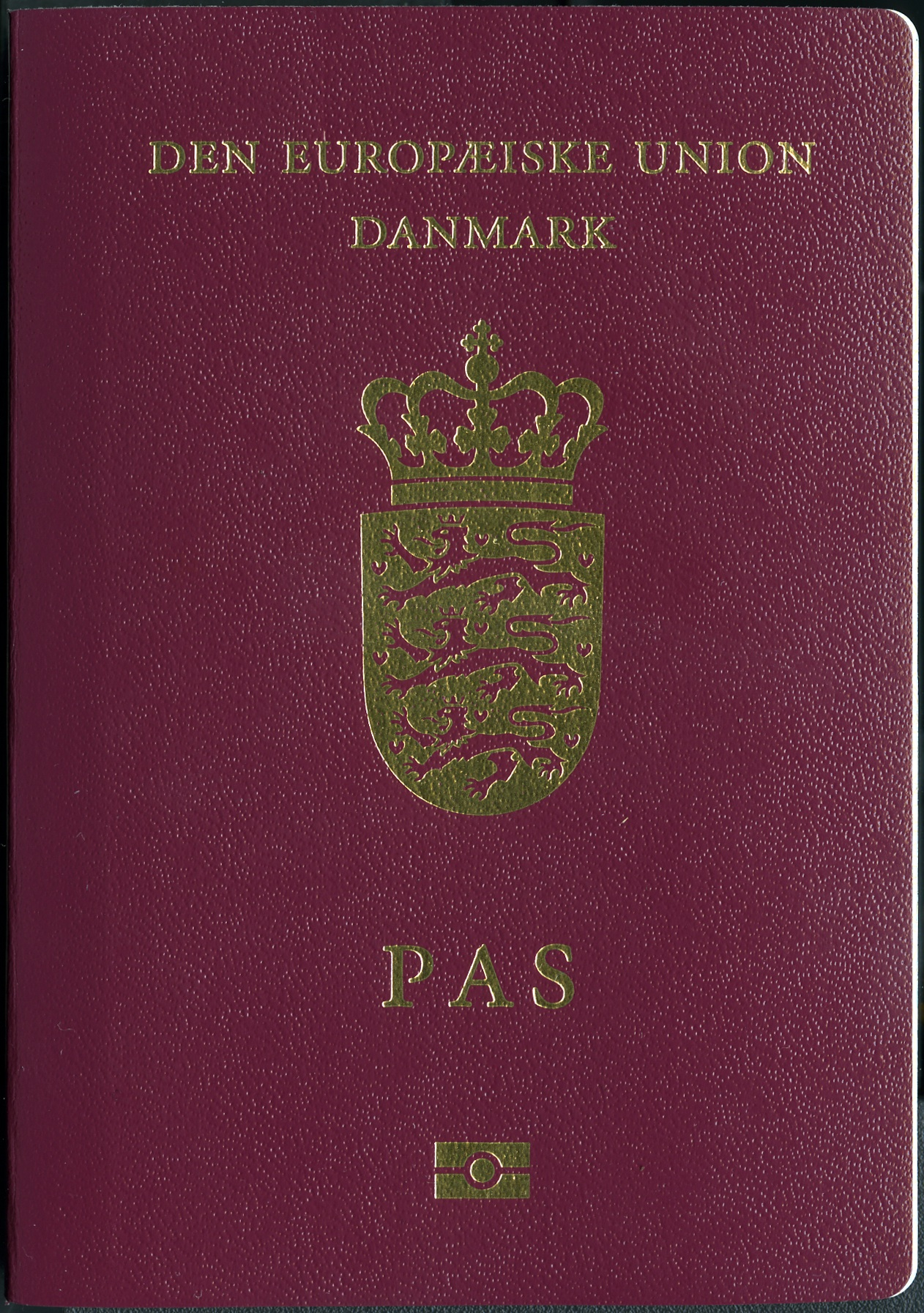
Actual pasaporte danés

El pasaporte danés (en danés: Dansk pas) se emite a los ciudadanos del Reino de Dinamarca (danés: Kongeriget Danmark) para facilitar los viajes internacionales. 
Existen diferentes versiones para los ciudadanos de Dinamarca, Groenlandia y las Islas Feroe, aunque todos los ciudadanos tienen la misma nacionalidad. Los ciudadanos daneses que residen en Groenlandia y las Islas Faroe pueden elegir entre el pasaporte danés de la UE o el pasaporte local (groenlandés o feroés) extracomunitario.
Todos los ciudadanos daneses (excepto los que residen en las Islas Feroe) también son ciudadanos de la Unión Europea. El pasaporte autoriza a su portador  la libertad de circulación en el Espacio Económico Europeo y Suiza, tal como establece la Directiva 2004/38/CE.
Según el Índice de restricciones de Visa 2017, los ciudadanos daneses pueden visitar 174 países sin una visa o con una visa otorgada a su llegada.

## Diseño
Las versiones danesa y groenlandesa del pasaporte tienen cubiertas de color burdeos, según las recomendaciones de la Unión Europea, mientras que la versión feroesa es verde. Todos contienen el escudo de armas danés estampado en el centro de la portada, con la palabra DANMARK (Dinamarca) encima y la palabra PAS (pasaporte) a continuación. Desde el 1 de agosto de 2006, se emiten pasaportes biométricos. Por encima de la palabra DANMARK , la versión en danés contiene las palabras DEN EUROPÆISKE UNION (Unión Europea) (como todos los demás pasaportes de la UE), mientras que en las versiones groenlandesa y feroesa el texto KALAALLIT NUNAAT (Groenlandia) o FØROYAR (Islas Feroe) está escrito. Los campos en la página del portador están en danés, inglés y francés, con traducciones en los idiomas oficiales de la Unión Europea en otro lugar del documento. En lugar de francés, feroés o groenlandés se utilizan en las versiones feroesa y groenlandesa, respectivamente. La página contiene la siguiente información:
- Foto del titular (tipo pasaporte)
- Número de pasaporte
- Apellido
- Nombre/s
- Sexo
- Nacionalidad (danesa: Dansk, Danish, francés: Danoise)
  - En el pasaporte de Faroe con la adición: Dansk/Danskur/Danish-Foroyskur/Faroese.[3]
  - En el pasaporte groenlandés la primera página está en groenlandés, danés e inglés, y el texto de las páginas 1 y 2 no está en muchos idiomas, como en el danés.h[4]
- Altura
- Fecha de nacimiento
- Número de código personal
- Lugar de nacimiento
- Fecha de emisión/vencimiento (la validez es de 10 años desde la fecha de emisión para adultos y 5 años para niños)
- Autoridad (generalmente del municipio en el que reside el titular)
- Firma del titular

Los pasaportes contienen una tira legible por máquina que comienza con P> DNK para todos los tipos.

## Diferentes ortografías del mismo nombre
Los nombres que contienen letras especiales (æ, ø, å) se deletrean de la manera correcta en la zona no legible por máquina, pero se mapean en la zona legible por máquina, æ convirtiéndose en AE, ø convirtiéndose en OE y å convirtiéndose en AA.

Por ejemplo: Gråbøl → GRAABOEL.

## Tipos
Además del pasaporte ordinario (con PAS en la portada), también se emiten tres versiones de pasaportes de servicio (azul) (TJENESTEPAS) y un único pasaporte diplomático rojo (DIPLOMATPAS). Este último no incluye el texto DEN EUROPÆISKE UNION.

## Requisitos de visado

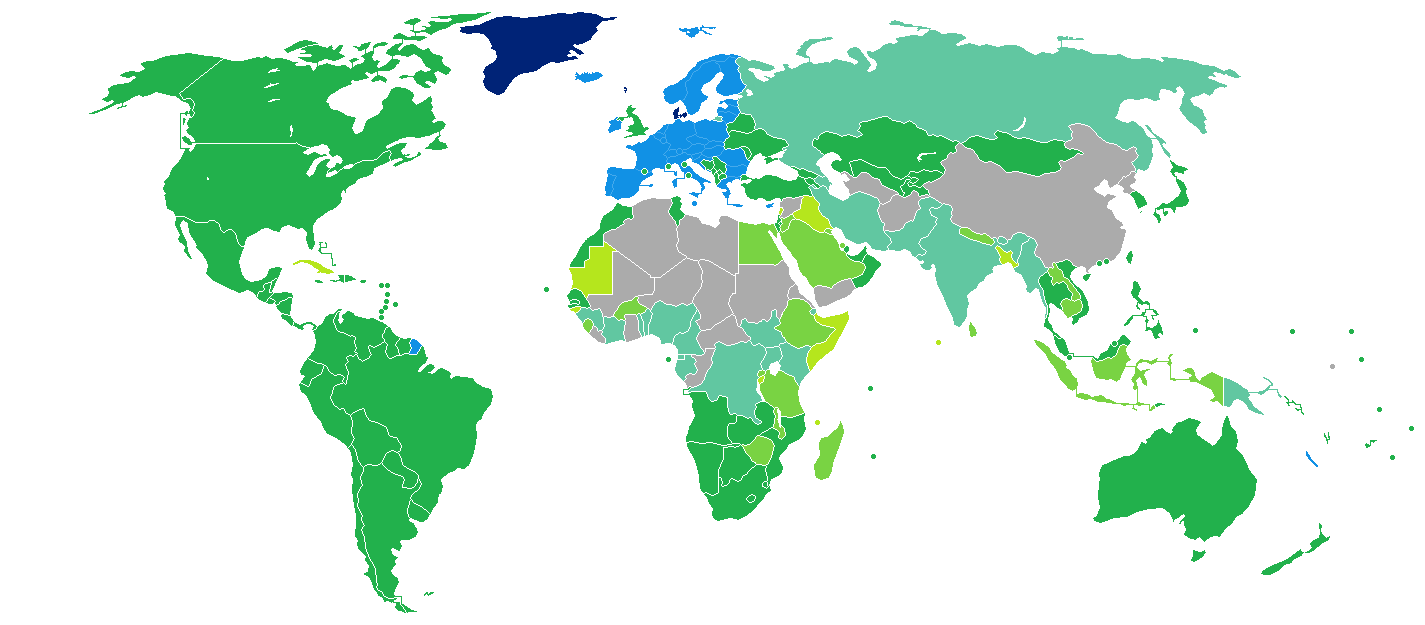
Países y territorios con entradas o visados con/sin visado a la llegada para los titulares de pasaportes regulares daneses
Reino de Dinamarca
Libre movimiento (Espacio Schengen)
No requiere visa
Visa a la llegada
eVisa
Visa disponible tanto a la llegada como en línea
Se requiere visa antes de la llegada

En 2017, los ciudadanos daneses tenien visa o acceso de visa a su llegada a 174 países y territorios, por lo que el pasaporte danés es el tercero en el mundo (vinculado con los estadounidenses, finalndesés, italianos y españoles) de acuerdo con el índice de restricciones de visa. Según el informe de la Organización Mundial del Turismo 2016, el pasaporte danés es el primero en el mundo (vinculado con Finlandia, Alemania, Italia, Luxemburgo, Singapur y el Reino Unido) en términos de libertad de viaje, con un índice de movilidad de 160 (de 215 sin visa ponderada por 1, visa a la llegada ponderada por 0.7, eVisa por 0.5 y visa tradicional ponderada por 0)

## Tarifas

### Dinamarca (desde 2012)
| Documento  | Adulto (18 años o más) | Niño (menos de 18 años) | Adulto mayor (65+) |
| ---------- | ---------------------- | ----------------------- | ------------------ |
| 32 páginas | DKK 625                | DKK 140                 | DKK 375            |
| Validación | 10 años                | 5 años                  | 10 años            |

### Islas Feroe
| Documento  | Adulto (18 años o más) | Niño (menos de 18 años) | Adulto mayor (67+) |
| ---------- | ---------------------- | ----------------------- | ------------------ |
| 32 páginas | DKK 400                | DKK 115                 | DKK 150            |
| Validación | 10 años                | 2 y 5 años              | 10 años            |

### Groenlandia
| Document   | Adulto (18 años o más) | Adolescente (12 a 17 años) | Niño (menos de 12 años) | Adulto mayor (65+) |
| ---------- | ---------------------- | -------------------------- | ----------------------- | ------------------ |
| 32 páginas | DKK 425                | DKK 140                    | DKK 115                 | DKK 150            |
| Validación | 10 años                | 5 años                     | 2 y 5 años              | 10 años            |

## DNI (ausencia)
Las normas de la UE permiten a cualquier ciudadano de un país miembro viajar a cualquier lugar de la UE sin un pasaporte, si tienen un documento de identidad nacional que declare la ciudadanía y alguna otra información estandarizada. Dinamarca y algunos otros países de la UE no emiten tales tarjetas. Ha habido cierto apoyo político para la introducción de tales tarjetas desde que se introdujo la norma de la UE, pero esto aún no se ha convertido en una realidad.